# Andrews University
Andrews University – amerykańska szkoła wyższa w Berrien Springs, w stanie Michigan.
Szkoła została założona w 1874 roku przez Kościół Adwentystów Dnia Siódmego jako Battle Creek College w Battle Creek w Michigan. Była to pierwsza wyższa szkoła, jaką założyli adwentyści dnia siódmego. Obecnie jest sztandarową uczelnią adwentystycznego systemu edukacyjnego.
Od początku XX wieku szkoła powoli rosła. W 1901 postanowiono przenieść uczelnię do Berrien Springs. Wraz ze zmianą lokalizacji, szkołę przemianowano na Emmanuel Missionary College. W latach 40. zbudowano nowy budynek administracyjny, Nethery Hall, będący obecnie siedzibą College of Arts & Sciences. W 1959 roku Potomac University został przeniesiony z Waszyngtonu do Berrien Springs i przyłączony do Emmanuel Missionary College'. Tym samym do szkoły zostały dołączone studia podyplomowe i seminarium duchowne. W 1960 roku, szkoła została przemianowana na „Andrews University” na cześć Johna Nevinsa Andrewsa.